# تیم ملی والیبال مردان کلمبیا
تیم ملی والیبال مردان کلمبیا تیم ملی والیبال مردان کشور کلمبیا است. این تیم تاکنون در بازی‌های المپیک تابستانی حضور نداشته است.